# Adam Boryczka
Adam Boryczka (Boryczko), ps. Adam, Albin, Tońko, Brona (ur. 18 września 1913 w Wierzchosławicach, zm. 30 kwietnia 1988 w Warszawie) – oficer WP w stopniu kapitana, cichociemny, oficer Armii Krajowej. Kurier Delegatury Zagranicznej Zrzeszenia Wolność i Niezawisłość w latach 1947–1954. Długoletni więzień polityczny w okresie PRL (1954–1967). W 2013 pośmiertnie awansowany do stopnia pułkownika.

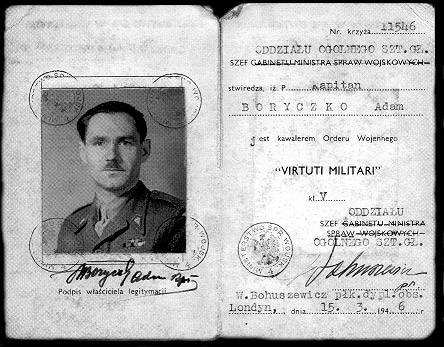
Legitymacja Virtuti Militari kpt. Adama Boryczki

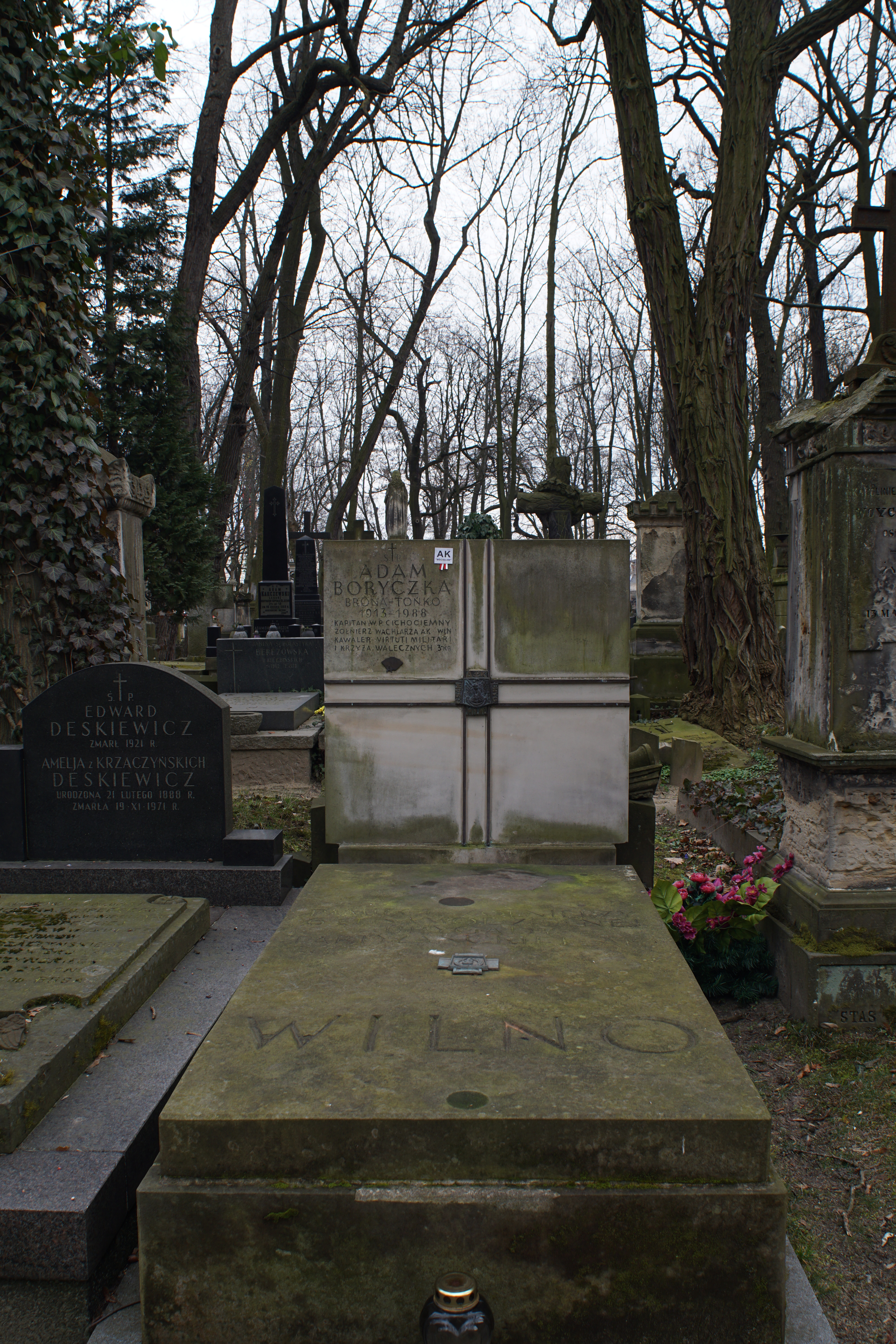
Grób Adama Boryczki na cmentarzu Powązkowskim

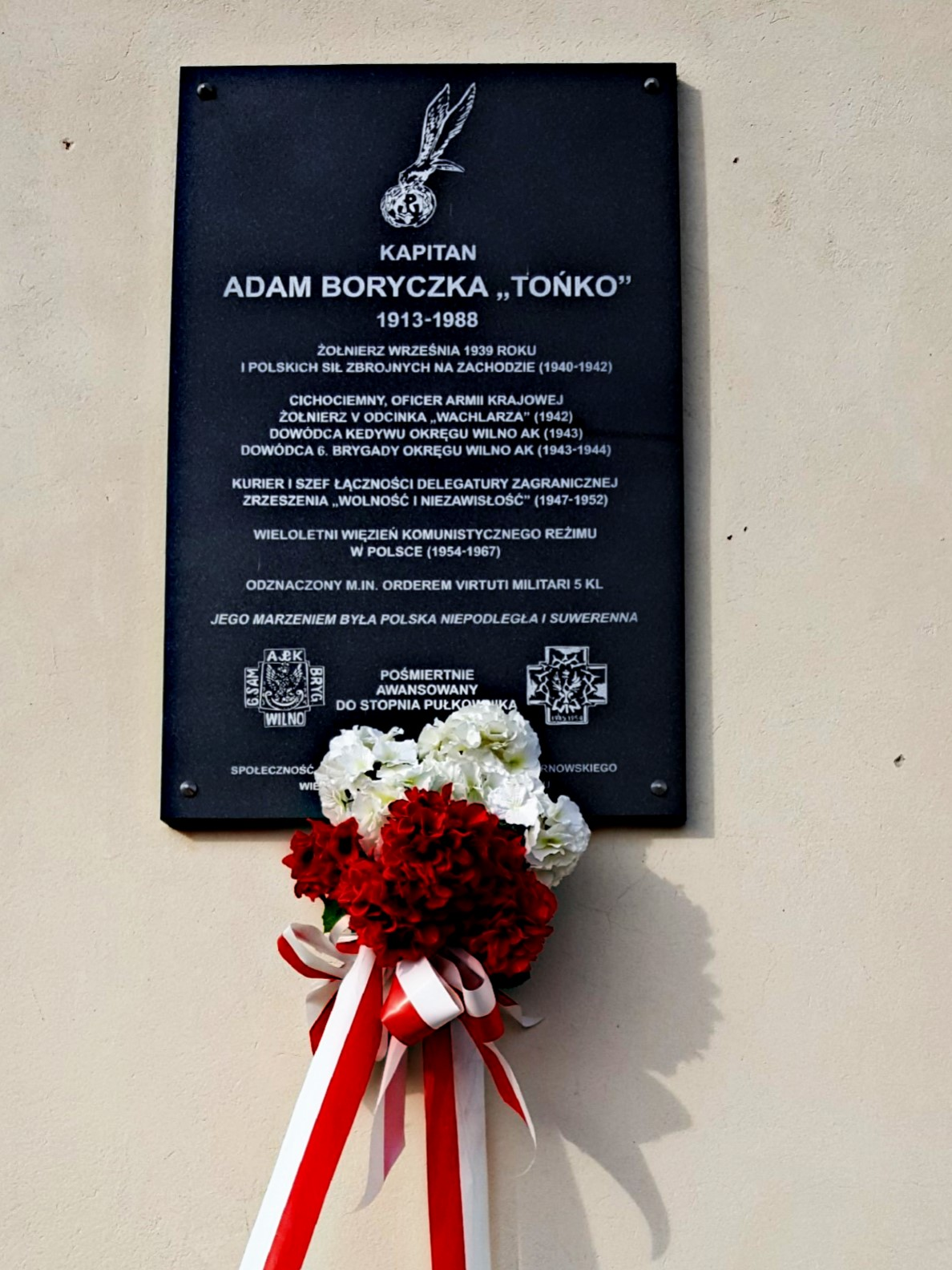
Tablica pamiątkowa na fasadzie Domu Ludowego w Wierzchosławicach

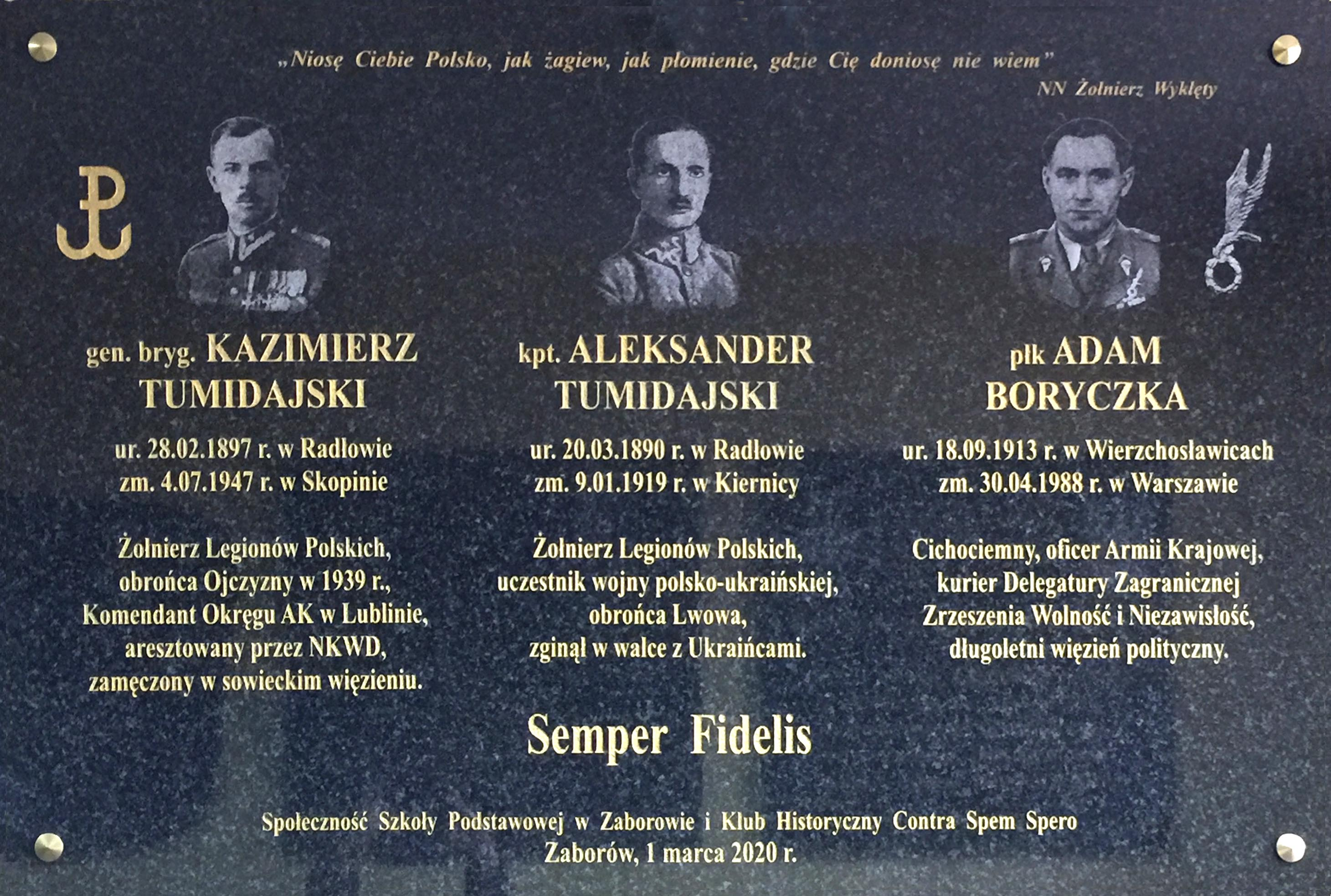
Tablica pamiątkowa w Szkole Podstawowej w Zaborowie

## Życiorys

### Młodość
Syn Józefa i Anny z domu Padło. W 1934 ukończył Gimnazjum im. Hetmana Jana Tarnowskiego w Tarnowie. Następnie odbył kurs Podchorążych Rezerwy Piechoty przy 20 pp w Krakowie, po którym w 1935 otrzymał przydział do 16 pp.
W latach 1934–1939 pracował w Państwowych Zakładach Azotowych w Mościcach. Awansowany na podporucznika rezerwy piechoty ze starszeństwem 1 stycznia 1937. W okresie międzywojennym aktywnie działał społecznie w różnych organizacjach. Z powodu słabego stanu zdrowia nie podlegał mobilizacji.

### II wojna światowa
6 września 1939 zgłosił się do wojska jako ochotnik i został skierowany do 16 pp wchodzącego w skład 6 Dywizji Piechoty, a następnie znalazł się wraz z plutonem ckm w rejonie walk 38 Dywizji Piechoty, gdzie został skierowany do osłony sztabu artylerii dywizyjnej. Podczas walk został ranny odłamkiem w prawą nogę. Po agresji ZSRR na Polskę w nocy z 18 na 19 września 1939 wraz z oddziałem przekroczył granicę polsko-rumuńską w Śniatyniu, po czym został internowany. Przebywał w obozie w Targu Jiu. W miejscu internowania zorganizował konspiracyjną akcję przerzutu żołnierzy polskich do Francji. W styczniu 1940 sam uciekł z internowania. Przez Jugosławię i Grecję przedostał się do Francji. Tam został skierowany do 9 pp w 3 Dywizji Piechoty, gdzie od lutego do czerwca 1940 był dowódcą plutonu ckm. Wziął udział w kampanii francuskiej. Po klęsce Francji ewakuowany do Wielkiej Brytanii, gdzie został przydzielony do 4 Brygady Kadrowej Strzelców, przemianowanej w 1941 na Samodzielną Brygadę Spadochronową. Jako ochotnik zgłosił się do działalności konspiracyjnej w kraju i po odpowiednim przeszkoleniu 13 stycznia 1942 został zaprzysiężony jako oficer ZWZ. W nocy z 8 na 9 kwietnia 1942 został zrzucony na placówkę odbiorczą „Łąka”, położoną 10 km na południowy zachód od Łowicza. W maju 1942 otrzymał przydział na V Odcinek Wachlarza, gdzie objął dowodzenie patrolem, a następnie ośrodkiem dywersyjnym, którym dowodził w czasie od maja 1942 stycznia 1943.
W sierpniu i październiku 1942 przeprowadził akcje cięcia torów na linii Dyneburg–Leningrad, wysadzając niemieckie transporty kolejowe. Przez cały czas prowadził prace organizacyjne i szkolenie patroli dywersyjnych. W czasie swej służby w Wachlarzu wielokrotnie jako kurier przekazywał informacje i uwagi Komendzie Wachlarza w Warszawie, a później Komendzie Głównej AK. Od stycznia do marca 1943 pełnił funkcję oficera do zleceń Komendanta Okręgu AK Wilno ppłk. Aleksandra Krzyżanowskiego. W marcu 1943 wyznaczony został na stanowisko dowódcy oddziałów dywersyjnych, stanowiących odwód Komendy Okręgu Wileńskiego AK, następnie dowódcą Kedywu Okręgu Wilno AK.
7 lipca 1943 podczas próby aresztowania przez Gestapo w Wilnie na punkcie kontaktowym przy ul. Bankowej, został ciężko ranny w lewe płuco, jednak udało mu się uciec i został ewakuowany na prowincję, gdzie do sierpnia 1943 leczył się z odniesionej rany. Po zwolnieniu z funkcji szefa Kedywu otrzymał rozkaz zorganizowania oddziału partyzanckiego i wymarszu do Puszczy Rudnickiej. Od 25 sierpnia 1943 do 19 marca 1944 był dowódcą Oddziału Partyzanckiego „Brony” w dyspozycji dowódcy Okręgu AK Wilno. Od stycznia 1944 stoczył wiele potyczek z niemiecką żandarmerią. W nocy z 31 marca na 1 kwietnia 1944, w czasie ataku na Ostrowiec, otrzymał bardzo ciężki postrzał w prawe płuco i został ewakuowany na leczenie. 7 lipca 1944 dowodził akcją ataku na niemiecką kolumnę, która konwojowała jeńców różnych narodowości. Uwolniono kilkaset osób, głównie Rosjan. Po zajęciu Wilna przez Armię Czerwoną i aresztowaniu mjr. Franciszka Koprowskiego ps. Konar, kpt. Adam Boryczka przejął dowództwo brygady i wycofał się do Puszczy Rudnickiej. Wobec jej blokady przez wojska NKWD ppłk Ignacy Blumski ps. Strychański zwolnił żołnierzy AK z przysięgi i nakazał rozwiązanie oddziałów zgrupowanych w puszczy. Boryczka zgromadził wokół siebie oddział złożony z około 250 ludzi, zgłaszając gotowość prowadzenia dalszej walki. Pod naciskiem wycofał się do Puszczy Ruskiej, gdzie spotkał oddziały AK dowodzone przez ppłk. Janusza Prawdzic-Szlaskiego oraz ppłk. Macieja Kalenkiewicza ps. Kotwicz.
19 sierpnia 1944 na naradzie z oficerami oddziałów zgrupowanych postanowił zrezygnować z dalszego marszu na zachód i pozostać na Wileńszczyźnie. Powrócił ze swoimi oddziałem do Puszczy Rudnickiej, gdzie go rozformował, a sam udał się do Wilna. Od lutego 1945 pełnił funkcję szefa III Oddziału Operacyjnego Komendy Okręgu Wileńskiego AK i uczestniczył w pracach likwidacyjnych Okręgu AK Wilno. Między innymi zajmował się przerzutem do centralnej Polski ludzi zagrożonych aresztowaniem przez NKWD. W marcu 1945 w Milanówku spotkał się z gen. Augustem Emilem Fieldorfem, od którego otrzymał wytyczne odnośnie do dalszej działalności. W maju 1945 powrócił do Wilna z rozkazem „rozładowania terenu” i ewakuacji zagrożonych do Polski centralnej, który przekazał komendantowi Okręgu mjr. Antoniemu Olechnowiczowi.

### Okres powojenny
W połowie 1945 powrócił do Polski centralnej, gdzie zaangażował się w działalność konspiracyjną w ramach Delegatury Sił Zbrojnych na Kraj i Zrzeszenia Wolność i Niezawisłość. Od końca 1947 kurier Delegatury Zagranicznej WiN, wielokrotnie przekraczał granicę. W marcu 1950 przekazał kierownictwu tzw. V Zarządu WiN (będącego prowokacyjną strukturą stworzoną przez Ministerstwo Bezpieczeństwa Publicznego) opracowany na żądanie tego zarządu przez grupę oficerów z tzw. Zawiązku Sztabu Głównego w Londynie tzw. Plan X, będący wytycznymi do działania dla WiN na czas potencjalnej wojny i okres bezpośrednio przedwojenny. Wyprawy kurierskie Boryczki były obserwowane przez UB, a on sam nieświadomie uwiarygadniał prowokację MBP fikcyjnego „V Zarządu WiN” pod kryptonimem Operacja „Cezary”. Prowokacja została przerwana przez MBP na polecenie Moskwy w grudniu 1952 serią aresztowań i publicznym „ujawnieniem się” funkcjonariuszy tworzących fikcyjny „V zarząd WiN”.
Aresztowany na granicy NRD/PRL w czerwcu 1954 podczas próby przedostania się do kraju na własną rękę. Przeszedł następnie brutalne śledztwo MBP. 21 maja 1955 Wojskowy Sąd Garnizonowy w Warszawie skazał go na karę śmierci. Najwyższy Sąd Wojskowy (w składzie: płk Mieczysław Widaj – przewodniczący, ppłk Zygmunt Wizelberg i ppłk Jerzy Wilson – sędziowie), postanowieniem z 29 lipca 1955 postanowił skargi rewizyjne skazanego i jego obrońcy pozostawić bez uwzględnienia, a wyrok Wojskowego Sądu Garnizonowego pozostawić w mocy i uprawomocnić. W celi śmierci Boryczka siedział m.in. razem z dowódcą SS i Policji na dystrykt warszawski Paulem Otto Geiblem. 14 października 1955 Rada Państwa skorzystała z prawa łaski i zamieniła orzeczoną karę śmierci na karę dożywotniego więzienia, łagodząc karę dodatkową utraty praw publicznych i obywatelskich praw honorowych na okres 5 lat. 17 sierpnia 1956 odstawiono go do więzienia we Wronkach, a 28 kwietnia 1957 został osadzony w Centralnym Więzieniu w Strzelcach Opolskich. Ponownie we Wronkach znalazł się 26 lipca 1958, a 13 września 1966 przeniesiono go z kolei do więzienia w Rawiczu. Rada Państwa decyzją z 27 listopada 1967 podpisaną przez jej przewodniczącego Edwarda Ochaba, orzeczoną karę dożywocia złagodziła mu do 5 lat więzienia i zwolniła warunkowo z jej odbycia. 29 listopada 1967 Adam Boryczka opuścił więzienie jako ostatni żołnierz AK więziony w PRL z przyczyn politycznych. O jego uwolnienie z więzienia zabiegali u władz PRL m.in. Melchior Wańkowicz, Antoni Pajdak i Jan Dobraczyński.
Podjął pracę jako magazynier w jednym z przedsiębiorstw Ministerstwa Handlu Wewnętrznego i Usług. Od 1975 był inicjatorem corocznych pielgrzymek kombatantów na Jasną Górę, jak również niezwykle czynnie uczestniczył w pracy na rzecz zachowania dorobku bojowego Okręgów AK Wilno i Nowogródek. Pochowany na cmentarzu Powązkowskim w Warszawie (kwatera 4-6-11).
Sąd Warszawskiego Okręgu Wojskowego w Warszawie postanowieniem z dnia 10 grudnia 1991 roku, uznał wyrok Wojskowego Sądu Garnizonowego w Warszawie z 21 maja 1955 roku za nieważny, jako wydany za działalność na rzecz niepodległego bytu Państwa Polskiego.

## Awanse
- kapitan – 15 lipca 1944
- pułkownik – (pośmiertnie, 2013)[5]

## Ordery i odznaczenia
- Krzyż Srebrny Orderu Virtuti Militari nr 11546[6]
- Krzyż Komandorski z Gwiazdą Orderu Odrodzenia Polski (pośmiertnie, 2011)[7]
- Krzyż Walecznych – trzykrotnie[6]
- Srebrny Krzyż Zasługi z Mieczami[1]
- Krzyż Czynu Bojowego Polskich Sił Zbrojnych na Zachodzie (pośmiertnie, 1992)